# کلیسای جدید دلفت
کلیسای جدید (به آلمانی: Nieuwe Kerk) یک کلیسای پروتستان در شهرستان دلفت در هلند است. این ساختمان در میدان بازار (مارکت)، واقع در مقابل تالار شهر واقع شده. در سال ۱۵۸۴، ویلیام خاموش در اینجا در یک مقبره طراحی شده توسط هندریک و پیتر د کیسر مدفون شد.
از آن زمان اعضای مجلس نارنجی ناسائو در دخمه سلطنتی مدفون شده است. آخرین افراد ملکه جولیانا و شوهرش پرنس برنهارد در سال ۲۰۰۴ هستند که در این کلیسا دفن شدند. بازدید از دخمه خانواده سلطنتی، برای عموم آزاد نیست. برج کلیسا دومین برج بلند در هلند، پس از برج دام در اوترخت است.

## نگارخانه

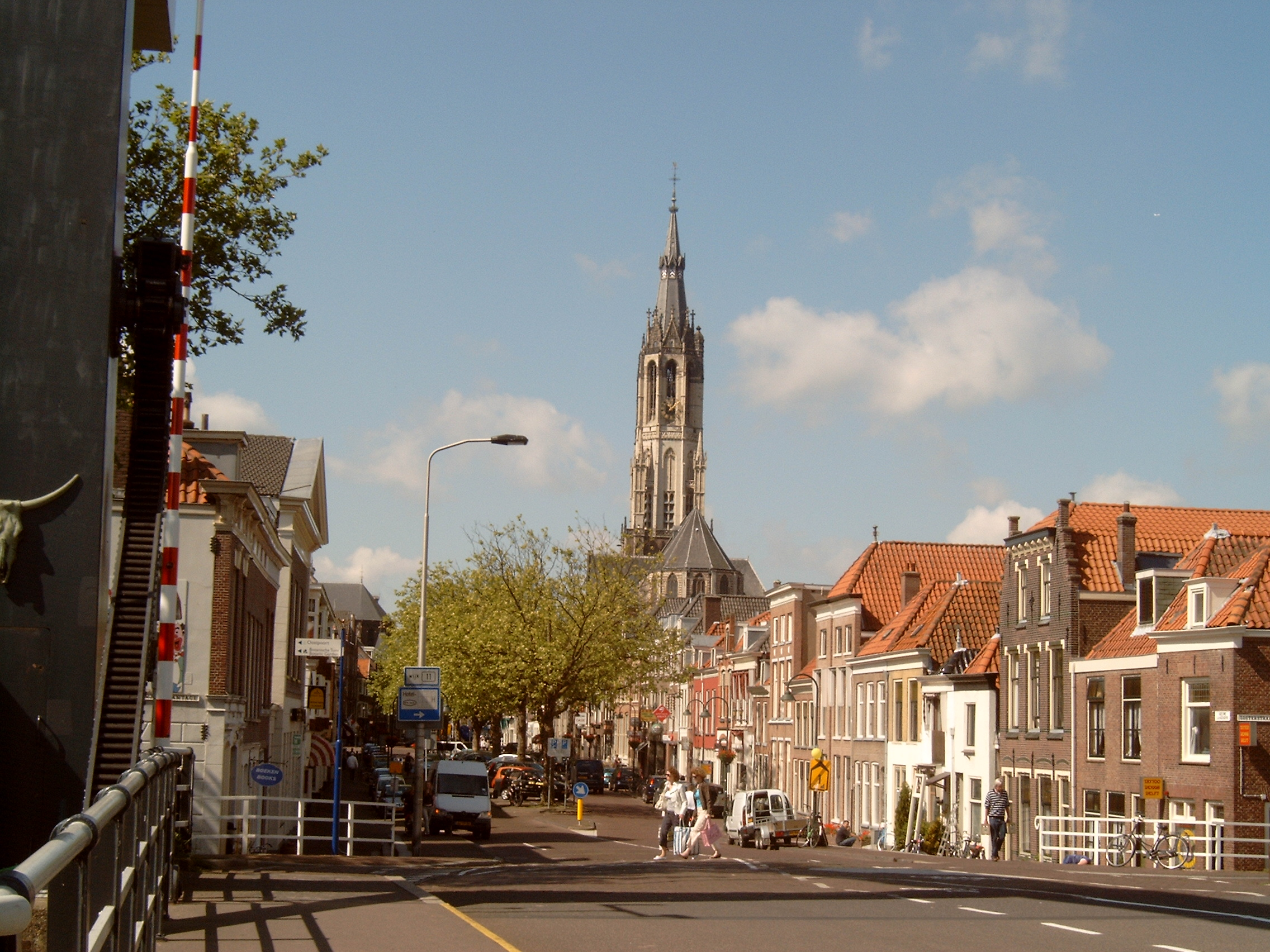
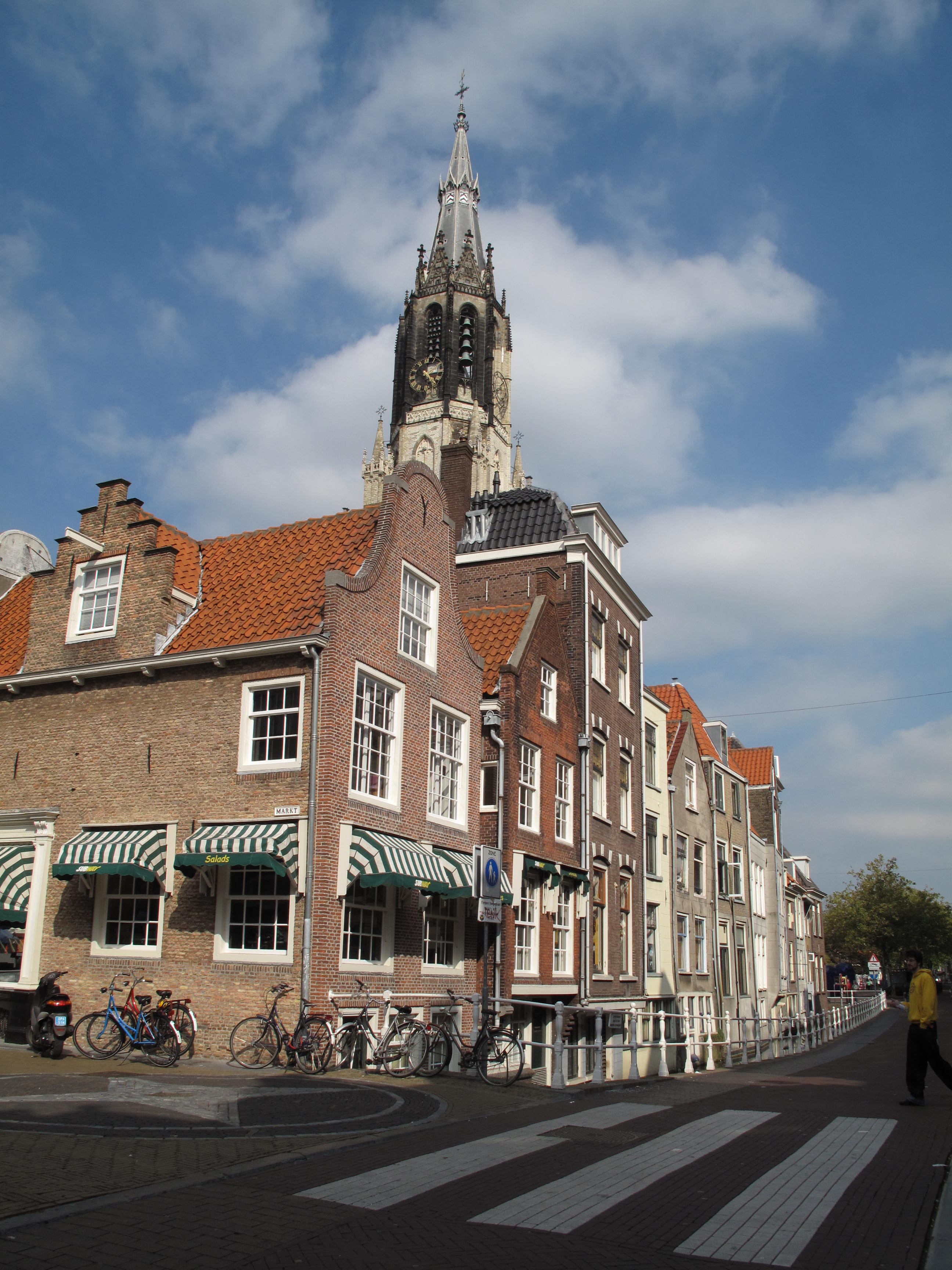
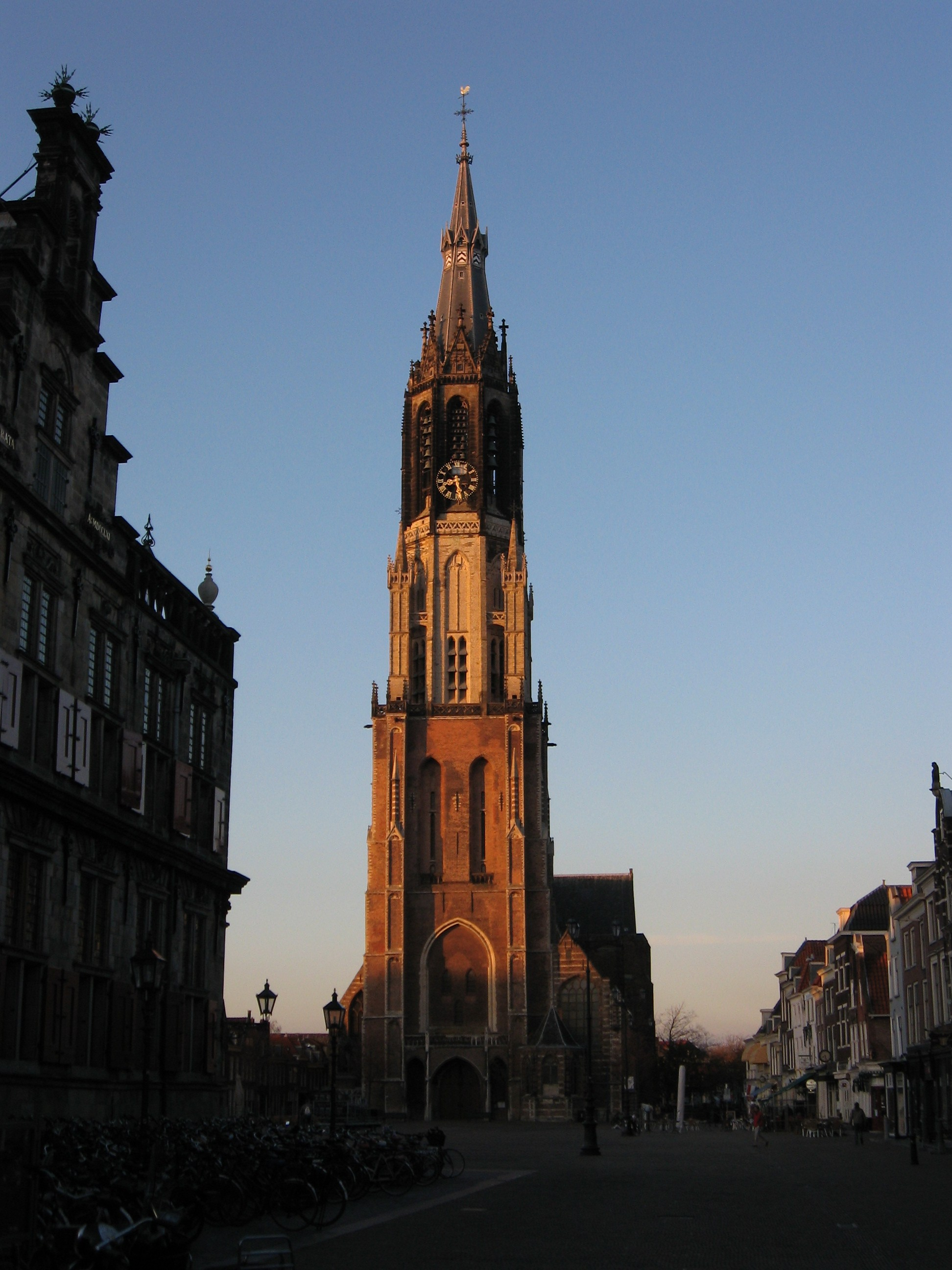